# とびっこ (イトメン)
とびっこは、兵庫県たつの市の製麺会社であるイトメンの2013年までのマスコットキャラクター。たつの市は童謡「赤とんぼ」の作詞家三木露風の出身地でもある事から、赤とんぼのアキアカネをモデルとしている。

## 概要
初代は1963年生まれであり、40年以上もイトメンから発売されている商品のパッケージにプリントされ続けてきた。性別は不明とされているが、口のデザインから女性（女の子）という説が有力なようである。大きな目と口元のホクロが特徴であったが、トンボの羽がわかりにくいこともあり、しばしばハエと間違われた。

## 後継キャラクターとの関係
2013年に一般・プロを問わず広く新キャラクターのデザインを募集した。条件は初代とびっこの特徴を引き継ぐことであった。1574通の応募から選ばれた作品は、大きな目や口元のホクロは引き継ぎつつも、トンボの羽がわかりやすく、女の子らしい睫毛があり、ワンピースのスカートを着用しているなど、より親しみやすいデザインとなっている。ハエと間違われることもなくなった。新キャラクターの名称は「アカネちゃん」。会社側が決定した名称でアキアカネに因んでいるが、デザイン者の名前も「あかね」と発音することも愛称決定の一因である。ただし、2代目の決定以降も初代は使われ続けており、商品等にも初代・2代目が併用されている。